# باميلا كارتر
باميلا كارتر (بالإنجليزية: Pamela Carter)‏ هي محامية أمريكية، ولدت في 20 أغسطس 1949 في ساوث هيفن في الولايات المتحدة.

## وصلات خارجية
- باميلا كارتر على موقع إن إن دي بي (الإنجليزية)